# San Pedro del Pinatar
San Pedro del Pinatar è un comune spagnolo di 23.738 abitanti situato nella comunità autonoma di Murcia. San Pedro del Pinatar è a circa 49 chilometri dal capitale provinciale, Murcia. Il comune è situato fra il litorale di mar Mediterraneo e Mar Menor, una laguna litoranea salata che è il più grande in Europa. Il litorale mare di Menor appartiene ad altri tre comuni: San Javier, Los Alcázares e Cartagine. Il posteriore è non entro mare Menor in sé, ma nel Mediterraneo.

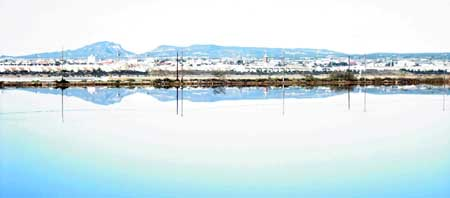
La città vista dalle miniere di sale. I supporti hanno chiamato "la traversina bella" all'orizzonte.

La variazione della popolazione è stata:
| 1857  | 1877  | 1887  | 1900  | 1910  | 1920  | 1930  | 1940  | 1950  |
| ----- | ----- | ----- | ----- | ----- | ----- | ----- | ----- | ----- |
| 1.650 | 2.012 | 2.306 | 2.647 | 3.061 | 3.259 | 3.299 | 4.261 | 5.006 |

| 1960  | 1970  | 1981  | 1986   | 1991   | 1996   | 2001   | 2006   |
| ----- | ----- | ----- | ------ | ------ | ------ | ------ | ------ |
| 5.436 | 6.520 | 8.959 | 10.902 | 12.221 | 13.644 | 16.269 | 21.234 |